# Hangar 13
Hangar 13 je americká firma zabývající se vývojem her; sídlí v Novatu v Kalifornii v oblasti bývalé Hamiltonovy letecké základny a byla založena 4. prosince 2014 jako dceřiná společnost 2K Games. V České republice má dvě studia: jedno v Praze a druhé v Brně – to funguje pod názvem 2K Czech. V čele společnosti byl komik a spisovatel videoher Haden Blackman. Studio debutovalo titulem Mafia III, který byl vydán 7. října 2016. Roku 2017 se pražská pobočka 2K Czech spojila s Hangar 13. V čele studia Hangar 13 stojí Nick Baynes

## Historie
4. prosince 2014 2K Games oznámilo, že založili nové studio Hangar 13 v čele s Hadenem Blackmanem, který dříve pracoval jako grafický editor pro LucasArts. Blackman řekl GamesBeat, že studio pracuje na hře pro platformy PlayStation 3, Xbox 360 a PC.
Mafia III, která se stala debutem studia, byla oznámena 2K Games 28. července 2015 a oficiálně odhalena 5. srpna 2015 na Gamescom 2015 s kinematografickým trailerem. Hru pomáhalo vytvářet také studio 2K Czech, které stojí za zrodem celé herní série Mafia. Hra byla vydána 7. října 2016 pro Microsoft Windows, PlayStation 4 a Xbox One společností 2K Games.
V březnu 2019 bylo oznámeno, že studio spolupracovalo se společností Gearbox Software na vytvoření bezplatné aktualizace Borderlands: The Handsome Collection, přidávající do remasterovaných titulů Borderlands 2 a Borderlands: The Pre-Sequel podporu 4K rozlišení.
Dne 13. května 2020 byl vydán oficiální teaser na titul Mafia: Trilogy. Oficiální oznámení titulu se uskutečnilo 19. května 2020.
Dne 26. dubna 2024 vyšla tenisová videohra TopSpin 2K25.

## Vytvořené hry
| Rok  | Název           | Platformy                                                                  |
| ---- | --------------- | -------------------------------------------------------------------------- |
| 2016 | Mafia III       | Microsoft Windows, PlayStation 4, Xbox One                                 |
| 2020 | Mafia: Trilogy  | Microsoft Windows, PlayStation 4, Xbox One                                 |
| 2024 | TopSpin 2K25    | Microsoft Windows, PlayStation 4, PlayStation 5, Xbox One, Xbox Series X/S |
| 2025 | Mafia: Domovina | PlayStation 5, Microsoft Windows, Xbox Series X/S                          |